# Labbro

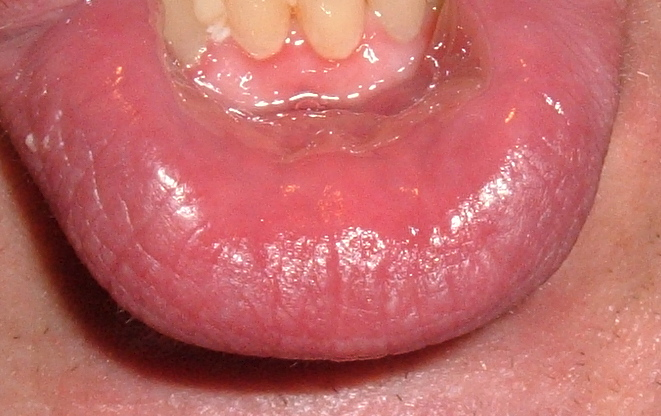
Labbro inferiore della bocca

In anatomia, labbra (lat. labia) è un termine usato per indicare l'orlo che contorna alcuni orifizi; comunemente designa i due orli muscolomembranosi sovrapposti che si trovano all'esterno della bocca. Il termine è usato anche per definire gli orli esterni della vagina (grandi labbra e piccole labbra).
In chirurgia il termine labbro viene usato per indicare il margine di una ferita o di un'incisione.
Anche se meno usato, in senso lato le labbra sono tutti gli orli che contornano un materiale. Quando questi materiali perdono la forma propria nella parte delle labbra, ad esempio per tensione meccanica o riscaldamento, si dicono slabbrati.

## Labbra della bocca

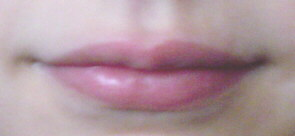
Le labbra di una bocca femminile

Le labbra della bocca sono definite con i nomi labbro superiore e labbro inferiore. Esse sono rivestite dalla pelle e sono composte da muscoli, dalla tonaca sottomucosa, dalla tonaca mucosa, da ghiandole, vasi sanguigni e nervi. Possono essere divise in tre parti: parte cutanea, orlo rosa, parte mucosa. La prima corrisponde alla superficie anteriore del labbro: il suo epitelio è cheratinizzato, vi è la presenza di numerose ghiandole sebacee e sudoripare, le papille della sottomucosa hanno un'altezza modesta. 
La parte mucosa corrisponde al margine dorsale del labbro: l'epitelio è di tipo molle, non sono presenti né ghiandole sebacee né sudoripare, le papille hanno un'altezza decisamente maggiore rispetto alla parte cutanea. L'orlo rosa infine può essere considerato come una parte di transizione fra quella mucosa e quella cutanea. Presenta infatti caratteristiche intermedie, quali l'altezza delle papille, un epitelio paracheratinizzato, e la presenza di rare ghiandole sebacee, ma non di sudoripare.
I nervi motori provengono dal facciale; i sensitivi sono forniti dal sottorbitario, dal mentoniero e dal buccinatorio.
La vascolarizzazione è fornita dalle arterie labiali, sottomentoniera, infraorbitale, buccinatoria, mentoniera e traversa della faccia. Le vene sono tributarie della facciale anteriore e della sottomentoniera.
Le patologie a cui sono soggette le labbra della bocca sono ferite, infezioni e tumori oltre alla labioschisi.

## Aspetto sociale
Essendo ricche di terminazioni nervose sensoriali, le labbra sono un elemento non trascurabile della vita di relazione dell'uomo; sia nel bacio sia in altre pratiche sessuali si coinvolgono le labbra, sia quelle della bocca sia quelle della vagina.
Attualmente dipingersi le labbra della bocca con il rossetto, una pasta grassa tipicamente rossa, è molto comune nella cultura occidentale, e di conseguenza anche nelle culture che a questa si ispirano. In altre culture colori e disegni e i loro significati possono notevolmente variare: ad esempio in alcune culture africane sono gli uomini che, in particolari occasioni, si dipingono le labbra di un colore nero.
Nel mondo occidentale, è sempre più diffusa la pratica di fare operazioni chirurgiche estetiche alle labbra della bocca, allo scopo di aumentarne il volume e il turgore, grazie a sedute infiltrative. Se i contorni sono troppo sottili si effettuano le infiltrazioni lungo il bordo delle labbra, invece per labbra più carnose le infiltrazioni agiranno direttamente sul muscolo periorale.
Sia maschile sia femminile è invece la pratica del piercing sulle labbra della bocca.
Queste usanze sono conseguenti all'importanza data alle labbra, attraverso il filtro dei costumi sociali, come mezzo di espressione di uno stato sociale, di propensione alla sessualità, di atteggiamento amoroso.